# Veliki Alaš
Hallaç i Madh en albanais et Veliki Alaš en serbe latin (en serbe cyrillique : Велики Алаш) est une localité du Kosovo située dans la commune/municipalité de Lipjan/Lipljan, district de Pristina (Kosovo) ou district de Kosovo (Serbie). Selon le recensement kosovar de 2011, elle compte 418 habitants, dont 416 Albanais.

## Démographie

### Évolution historique de la population dans la localité
| 1948 | 1953 | 1961 | 1971 | 1981 | 1991 | 2011 |
| ---- | ---- | ---- | ---- | ---- | ---- | ---- |
| 321  | 372  | 383  | 379  | 366  | 398  | 418  |

|  |